# 安娜 (阿肯色州)
安娜（英語：Anna）是位於美國阿肯色州克勞福德縣的一個鬼鎮。

## 地理
安娜所處的海拔為高於海平面264米（即866英呎），而該地所採用的時區為UTC-6，即北美中部時區（CST）。同時該地設有夏令時間，為UTC-6調快一小時，即UTC-5（CDT）。